# Ceratothoa hemirhamphi
Ceratothoa hemirhamphi is een pissebed uit de familie Cymothoidae. De wetenschappelijke naam van de soort is voor het eerst geldig gepubliceerd in 1954 door Pillai.